# الكاوا
الکاوا هي قرية في مقاطعة أشنوية، إيران. يقدر عدد سكانها بـ 51 نسمة بحسب إحصاء 2016.